# Európai jaguár
Az európai jaguár (Panthera gombaszoegensis) egy megközelítőleg 1,5 millió éve Európában élt nagyragadozó volt, a Panthera nem legelső ismert, Európában élő faja. Maradványai Franciaország, Hollandia, Egyesült Királyság, Németország, és Spanyolország területéről kerültek elő, de egyes tudósok véleménye szerint az Észak-Olaszországban előkerült Panthera toscana maradványai is valójában ennek a fajnak egy korai változatához tartoznának. Egyes rendszerek a jaguár (panthera onca) alfajának tekintik.

## Leírása
Maradványai alapján az európai jaguár jóval nagyobb méretű volt dél-amerikai rokonánál, testtömege 70 és 210 kg között váltakozhatott, ennek következtében valószínűsíthető, hogy ma is élő rokonával ellentétben jóval nagyobb állatok leterítésére is képes volt. A pleisztocén korai szakaszában Kelet-Afrikában is élt egy hozzá hasonló jaguárfaj (vagy a P. gombaszoegensis egyik változata), mely testfelépítését tekintve egyaránt hordozott magán tigris és oroszlán jellemzőket (P. palaeosinensis).
Egyes elképzelések szerint az európai jaguár dél-amerikai rokonához hasonlóan a nagy kiterjedésű erdőségek lakója volt, más vélemények szerint viszont a kevésbé erdős vidékeken is előfordult.